# Mount Clemens
Mount Clemens est une ville de l’État américain du Michigan. Elle est siège du comté de Macomb. Sa population était de 17 312 habitants en 2000.

## Patrimoine
- Gare de Mount Clemens, dépôt ferroviaire historique.

## Personnalités
- Arnold Klein, médecin, né en 1945.
- Adrienne Frantz, actrice, née en 1978.
- Dean Cain, acteur, né en 1966.